# Fustanela

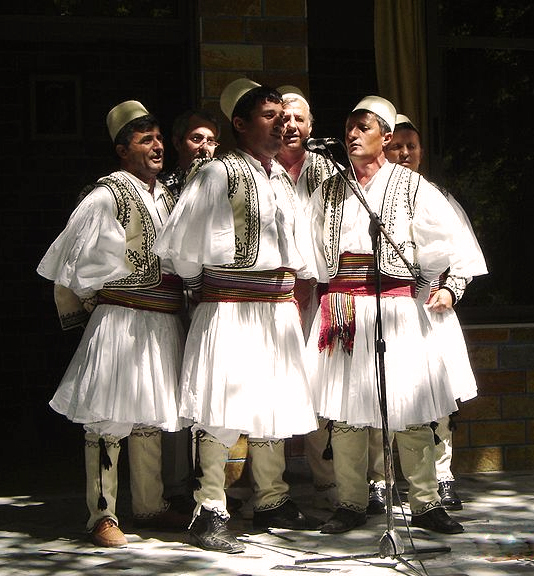
Grup folklòric albanès, vestit amb la tradicional fustanela.

La fustanela és un faldilla tradicional usada com a peça de vestir pels homes en diverses zones de la Península Balcànica, especialment Albània, Macedònia del Nord i Grècia, de forma similar al Kilt. En els temps moderns, s'ha tornat a donar importància a la fustanela fent que constituïs una part rellevant de la vestimenta folklòrica balcànica. A Grècia, una versió curta de la fustanela forma part de la indumentària de gala de l'exèrcit i de la guàrdia presidencial (els Euzons), mentre que a Albània va ser utilitzada per la Guàrdia Reial en l'època d'entreguerres.

## Grècia
La moderna fustanela procedeix d'una peça de vestir usada pels albanesos del sud ( toscs) que la van introduir a Grècia durant el període otomà, a partir del segle xv.  Durant aquest període, la usaven els bandits kleftes i els martolos. Al començament del segle xix, va créixer la seva popularitat entre la població grega. La seva difusió a la península de Morea (Peloponès) s'atribueix a la influència de la colònia albanesa d'Hidra i altres assentaments d'ètnia albanesa a la zona. A les altres regions de Grècia, la seva popularitat s'atribueix a l'augment del poder d'Ali Pasha (1740-1822), el governant semi-independent de la zona occidental de Rumèlia. A més a més, el seu disseny lleuger i la seva facilitat de maneig, en comparació amb la roba de les classes superiors gregues de l'època, també la va posar de moda. La popularitat de la fustanela a Grècia va començar a desaparèixer al segle xix, quan es va introduir la roba d'estil occidental. A la Grècia moderna, es contempla com una relíquia del passat amb la qual la majoria dels membres de les generacions més joves no s'hi identifiquen. 